# Rosa Zafferani
Rosa Zafferani, född 16 augusti 1960, är en sanmarinsk politiker som har varit landets statschef två gånger: år 1999 och 2008.
Zafferani är född i Jersey City, USA år 1960 men har San Marinos medborgarskap genom sina föräldrar. Hon bor i Serravalle i norra delen av landet. Hon har studerat ekonomi vid universitetet i Bologna. Mellan 1995 och 1998 arbetade hon som post- och telekommunikationsinstituts generaldirektör..
Zafferani har varit gift med Giuseppe Valentini sedan 1987. Paret har två barn..